# Pavilhão Gimnodesportivo
Il Pavilhão Gimnodesportivo è un palazzetto dello sport della città di Paço de Arcos, una freguesia della città di Oeiras, in Portogallo. Ha una capienza di 2.500 posti. 

## Eventi ospitati
- Final four Coppa del Portogallo 2009-2010